# Óscar Duarte
Óscar Esaú Duarte Gaitán (Managua, 1989. június 3. –) Costa Rica-i válogatott labdarúgó, jelenleg a Levante játékosa.